# Franciaország császára
A francia császár (franciául: Empereur des Français) az Első és a Második Francia Császárság abszolutista uralkodó államfője. Leghíresebb viselője I. Napóleon volt.

## Története
A császár a Bonaparte-ház által használt cím és hivatal attól kezdve, hogy a Szenátus 1804. május 18-án Napóleont császárrá kiáltotta ki, majd 1804. december 2-án a párizsi Notre-Dame-székesegyház székesegyházban a koronával a franciák császárává koronázták.
A cím hangsúlyozta, hogy a császár „a francia nép” (a nemzet) felett uralkodott, nem pedig Franciaország (az állam) felett. A „ francia király ” régi képlete azt jelezte, hogy a király személyes tulajdonként birtokolta Franciaországot. Az új kifejezés alkotmányos monarchiát jelzett. A címet szándékosan azért hozták létre, hogy megőrizzék a Francia Köztársaság megjelenését, és hogy megmutassák, hogy a francia forradalom után a feudális rendszer felhagyott, és nemzetállam jött létre, amelyben egyenrangú állampolgárok voltak a császár alattvalói. (1809. január 1. után az államot hivatalosan Francia Birodalomként emlegették.)
A "franciák császára" címnek azt kellett volna demonstrálnia, hogy Napóleon megkoronázása nem a monarchia helyreállítása, hanem egy új politikai rendszer, a Francia Birodalom bevezetése volt. Napóleon uralma 1815. június 22-ig tartott, amikor is vereséget szenvedett a waterlooi csatában, száműzték és bebörtönözték Szent Ilona szigetére, ahol 1821. május 5-én halt meg. Uralkodását az 1814-es Bourbon-restauráció és Elbába való száműzése szakította félbe, ahonnan kevesebb mint egy évvel később megszökött, hogy visszaszerezze a trónt, és még 111 napig uralkodott császárként végső veresége és száműzetése előtt.

## Teljes címek
A francia császárok különféle címekkel és követelésekkel rendelkeztek, amelyek a Bonaparte-ház által uralt földek földrajzi kiterjedését és sokféleségét tükrözték.

### I. Napóleon
I. Napóleon császári és királyi felsége, Isten kegyelméből és a köztársaság alkotmányából Franciaország császára, Olaszország királya, a Rajnai Szövetség védelmezője, a Svájci Államszövetség közvetítője és Andorra társhercege.

### II. Napóleon
Ő Császári Felsége II. Napóleon, Isten kegyelméből és a Köztársaság alkotmányából, Franciaország császára és Andorra társhercege.

### III. Napóleon
Ő császári felsége, III. Napóleon, Isten kegyelméből és a nemzet akaratából, a franciák császára és Andorra társhercege.

## A császárok listája

### Első Francia Birodalom
| # | Portré | Uralkodó                                                  | Regnálás kezdete | Regnálás vége     | Életterminus                                     | Uralkodóház   | Jegyzet |
| - | ------ | --------------------------------------------------------- | ---------------- | ----------------- | ------------------------------------------------ | ------------- | ------- |
| 1 |        | Ő császári és királyi fensége I. Napoleon francia császár | 1804. május 18.  | 1814. április 11. | 1769. augusztus 15. – 1821. május 5. (51 évesen) | Bonaparte-ház | —       |

### Száz nap
I. Napóleon császár száműzetése ellenére az Első Francia Birodalom császáraként tartják számon.
| #   | Portré | Uralkodó                                                  | Regnálás kezdete  | Regnálás vége    | Életterminus                                     | Uralkodóház   | Jegyzet         |
| --- | ------ | --------------------------------------------------------- | ----------------- | ---------------- | ------------------------------------------------ | ------------- | --------------- |
| (1) |        | Ő császári és királyi fensége I. Napoleon francia császár | 1815. március 20. | 1815. június 22. | 1769. augusztus 15. – 1821. május 5. (51 évesen) | Bonaparte-ház | —               |
| 2   |        | Ő császári fensége II. Napoleon francia császár           | 1815. június 22.  | 1815. július 7.  | 1811. március 20. – 1832. július 22. (21 évesen) | Bonaparte-ház | I. Napóleon fia |

### Második Francia Birodalom
| # | Portré | Uralkodó                                         | Regnálás kezdete  | Regnálás vége       | Életterminus                                    | Uralkodóház   | Jegyzet                |
| - | ------ | ------------------------------------------------ | ----------------- | ------------------- | ----------------------------------------------- | ------------- | ---------------------- |
| 3 |        | Ő császári fensége III. Napoleon francia császár | 1852. december 2. | 1870. szeptember 4. | 1808. április 20. – 1873. január 9. (64 évesen) | Bonaparte-ház | I. Napóleon unokaöccse |

## Fordítás
Ez a szócikk részben vagy egészben  az   Emperor of the French című angol Wikipédia-szócikk ezen változatának fordításán alapul.  Az eredeti cikk szerkesztőit annak laptörténete sorolja fel. Ez a jelzés csupán a megfogalmazás eredetét és a szerzői jogokat jelzi, nem szolgál a cikkben szereplő információk forrásmegjelöléseként.